# Фово (протока)
46°40′ пд. ш. 168°11′ сх. д. / 46.67° пд. ш. 168.18° сх. д.

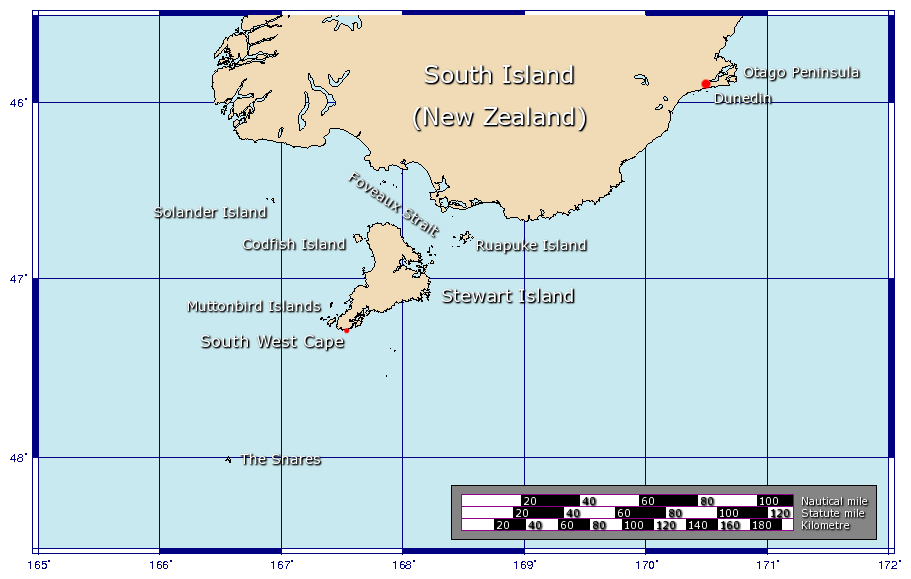
Мапа

Протока Фово (англ. Foveaux Strait, також Te Ara a Kiwa («шлях Ківа») або Te Ara a Kewa («шлях кита») мовою маорі) відділяє третій за розміром острів Нової Зеландії, Стюарт/Ракіура, від Південного острова.

## Опис
За легендами маорі, протоку утворив кит Кева, коли традиційний предок маорі Ківа покликав його для створення водного шляху. На північному березі протоки (тобто на берез Південного острова) розташовані три великі затоки: Те Ваевае (Te Waewae Bay), Ореті Біч (Oreti Beach) та Тоетоес (Toetoes Bay), а також місто та гавань Блафф. Через протоку розташовані архіпелаг Соландер, острів Стюарт/Ракіура, острів Дог та острів Руапуке. Протока має довжину ~130 км (від острова Руапуке до острова Малий Соландер), та збільшує ширину (з 14 км біля острова Руапуке до 50 км біля затоки Те Ваевае) і глибину (від 20 до 120 м) зі сходу на захід. Протока лежить на континентальному шельфі Нової Зеландії та ймовірно була суходолом у Плейстоцені.
Джеймс Кук занотував вхід до протоки Фово під час своєї подорожі довкола Південного острову в березні 1770 року, але вважав, що острів Стюарт є півостровом Південного острова. Європейським відкривачем протоки став Оуен Фолгер Сміт 1804 року. Протока названа на честь Джозефа Фово, лейтенант-губернатора Нового Південного Уельсу 1808—1809 років.

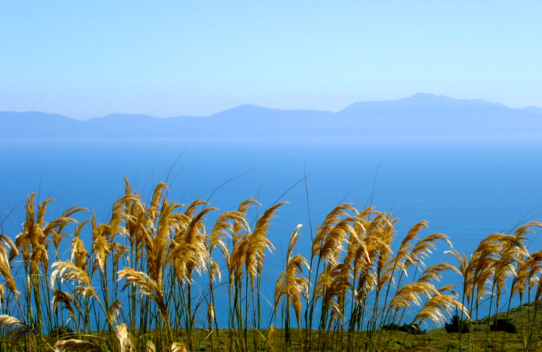
Вид на Ракіура та протоку Фово з пагорбу Блафф. Протока розташована прямо на ревучих сорокових і буже рідко буває такою спокійною, як на цьому фото.

У протоці Фово розташована устрична ферма Блафф, устриці якої збираються човнами-дрегами — переважно базованими у гавані Блафф — щороку між березнем та серпнем. Вирощування устриць на острові Стюарт почалося у 1860-ті роки і поступово розширилось на саму протоку після відкриття в ній більших устричних полів у 1879 році.
Води протоки неспокійні та підступні. 2006 року загинуло 6 полювальників на сивого буревісника загинуло, коли потонув їх траулер на шляху назад до Блаффа. Усього між 1998 та 2012 роками у протоці загинуло 23 людини.
Джон ван Леевен переплив протоку 7 лютого 1963 року за 13 години 40 хвилин.